# Matej Mugerli
Matej Mugerli (Šempeter-Vrtojba, 17 juni 1981) is een Sloveens voormalig professioneel wielrenner. Hij reed voor onder meer Liquigas en Adria Mobil.

## Belangrijkste overwinningen
2004
Gran Premio Industrie del Marmo
3e en 4e etappe Ronde van Rio de Janeiro
Eindklassement Giro della Regione Friuli Venezia Giulia
2006
6e etappe Ronde van Catalonië
2010
GP Ljubljana-Zagreb
5e etappe Ronde van Servië
2011
8e etappe Ronde van China
2012
Poreč Trophy
Beograd-Banja Luka II
2013
Poreč Trophy
1e etappe Istrian Spring Trophy
Eindklassement Istrian Spring Trophy
Banja Luka-Belgrado II
Belgrado-Čačak
2014
Trofej Umag
Gran Premio Industrie del Marmo
 Sloveens kampioen op de weg, Elite
2015
2e etappe Ronde van Bretagne
2016
Poreč Trophy
3e etappe
3e etappe Ronde van Azerbeidzjan
3e etappe Ronde van Servië
Eindklassement Ronde van Servië
3e etappe deel B Ronde van Szeklerland
Puntenklassement Ronde van Szeklerland
2017
Poreč Trophy
2e etappe Istarsko Proljece
Eindklassement Istarsko Proljece
3e etappe Ronde van Azerbeidzjan
3e etappe Ronde van Slowakije
Grote Prijs van Kranj

## Resultaten in voornaamste wedstrijden
| Jaar | Ronde van Italië | Ronde van Frankrijk | Ronde van Spanje |
| ---- | ---------------- | ------------------- | ---------------- |
| 2004 |                  |                     |                  |
| 2005 |                  |                     | 99e              |
| 2006 |                  | 116e                |                  |
| 2007 |                  |                     |                  |
| 2008 |                  |                     |                  |
| 2013 |                  |                     |                  |

| Jaar | Milaan-San Remo | Amstel Gold Race | Luik-Bast.‑Luik | Ronde van Lombardije |  | WK op de weg |  | Wereldranglijsten |
| ---- | --------------- | ---------------- | --------------- | -------------------- |  | ------------ |  | ----------------- |
| 2004 |                 |                  |                 |                      |  | 42e          |  |                   |
| 2005 | 71e             |                  | 44e             |                      |  | 107e         |  |                   |
| 2006 |                 | opgave           | 73e             | opgave               |  | 83e          |  | 181e (UPT)        |
| 2007 |                 |                  |                 | opgave               |  | 22e          |  |                   |
| 2008 |                 | 59e              | 37e             | 82e                  |  |              |  |                   |
| 2013 |                 |                  |                 |                      |  | opgave       |  |                   |

## Ploegen
- 2004 –  Vini Caldirola-Nobili Rubinetterie (stagiair vanaf 1-9)
- 2005 –  Liquigas-Bianchi
- 2006 –  Liquigas
- 2007 –  Liquigas
- 2008 –  Liquigas
- 2011 –  Perutnina Ptuj
- 2012 –  Adria Mobil
- 2013 –  Adria Mobil
- 2014 –  Adria Mobil
- 2015 –  Synergy Baku Cycling Project
- 2016 –  Synergy Baku Cycling Project
- 2017 –  Amplatz-BMC
- 2018 –  My Bike Stevens

Andriotto ·
Beuchat · 
Calcagni · 
Casagrande ·
Cavallari · 
Celli ·
Cheula ·
Garzelli ·
Gerosa ·  
Gili · 
Kadlec · 
Longo Borghini ·
A. Masciarelli · 
S. Masciarelli ·
Mason ·
Milesi ·  
Sgambelluri ·  
Sironi · 
Tomi · 
Tonkov ·
Zampieri ·
Zanotti ·
Zinetti ·
Ghiare (stagiair) ·
Mugerli (stagiair)
Albasini ·
Andriotto · 
Bäckstedt · 
Calcagni ·
Carlström · 
Cioni ·
Cipollini (tot 30/04) ·
Colli ·
Di Luca ·
Garzelli ·
Gasparotto ·
Gerosa ·  
Ljungqvist ·
Loda · 
Mason · 
Miholjević ·
Milesi ·
Miorin ·  
Mugerli ·
Noè ·
Pagliarini ·
Pellizotti ·
Righetto ·
Sironi ·
Wegelius ·
Zanotti ·
Capecchi (stagiair) ·
Da Dalto (stagiair) ·
Di Lorenzo (stagiair)
Albasini ·
Andriotto · 
Bäckstedt · 
Calcagni ·
Capecchi ·
Carlström · 
Cioni ·
Colli ·
Curtolo ·
Da Dalto ·
Di Luca ·
Failli ·
Garzelli ·
Gasparotto ·
Kreuziger ·  
Loda · 
Miholjević ·
Milesi ·
Mugerli ·
Nibali ·  
Noè ·
Paolini ·
Pellizotti ·
Quinziato ·
Righetto ·
Spezialetti ·
Wegelius ·
Zanini ·
Basso (stagiair) ·
Fornasier (stagiair) 
Albasini ·
Bäckstedt · 
Beltrán · 
Bertagnolli ·
Bodnar ·
Calcagni ·
Capecchi ·
Carlström · 
Cataldo ·
Chicchi ·
Da Dalto ·
Di Luca ·
Failli ·
Fischer ·
Gasparotto ·
Kreuziger ·  
Koetsjynski · 
Miholjević (tot 15/08) ·
Mugerli ·
Nibali ·  
Noè ·
Paolini ·
Pellizotti ·
Petito ·
Pozzato ·
Quinziato ·
Spezialetti ·
Trenti ·
Vanotti ·
Wegelius ·
Willems
Agnoli ·
Albasini ·
Basso · 
Beltrán (tot 30/09) · 
Bennati ·
Bertagnolli ·
Bodnar ·
Carlström · 
Cataldo ·
Chicchi ·
Corioni ·
Curtolo ·
Da Dalto ·
Fischer ·
Franzoi ·
Kreuziger ·  
Koetsjynski · 
Miholjević ·
Mugerli ·
Nibali ·  
Noè ·
Pellizotti ·
Petito (tot 15/04) ·
Pozzato ·
Quinziato ·
Santaromita ·
Štangelj ·
Trenti ·
Vanotti ·
Wegelius ·
Willems ·
Da Ros (stagiair) ·
Guarnieri (stagiair)
Đurasek · Fajt · Gnezda · Gorenc · Hočevar · Kump · Mugerli · Nose · Pavlin · Rogina · Segina
Fajt · Gorenc · Hočevar · Maltar · Mugerli · Nose · Pavlin · Rogina · Roglič · Štimulak
Fajt · Hočevar · Maltar · Mugerli · Nose · Novak · Per · Rogina · Roglič · Štimulak
Asanov · Averin · Jabrayilov · Eibegger · Ilyasov · Isgenderov · İsmayılov · Əlizadə · Asadov · Mugerli · Pliușchin · Soeroetkovytsj · Tamouridis · van Winden
Asanov · Averin · Cəbrayılov · İlyasov · Əlizadə · Əsədov · Kvasina · Qəhrəmanlı · Məmmədov · Mugerli · Pozdnijakov · Rumac · Soeroetkovytsj · Tamouridis
Bajc · Čanecký · Edelbauer · Fidler · Gruber · Korošec · Kusztor · Mugerli · Pelikán · Pernsteiner · A. Umhaller · T. Umhaller
Bajc · Edelbauer · Fidler · Gruber · Korošec · Kuen · Kusztor · Mastaller · Mugerli · Pelikán · Tranninger · A. Umhaller · T. Umhaller